# Slag om Aleppo
De Slag om Aleppo was een militaire confrontatie tussen het Syrische leger en het verschillende rebellengroepen tijdens de Syrische Burgeroorlog in de Syrische stad Aleppo. De gevechten begonnen in juli 2012 en eindigde in december 2016. Na jarenlange gevechten werden de rebellen eind 2016 door het Syrische leger verslagen.

## De rol van Aleppo
Aleppo is de grootste stad van Syrië en het economische hart van het land. Vanouds heeft er een innige samenwerking plaatsgevonden tussen Aleppo en het regime van president Bashar al-Assad in Damascus. In het begin van de Syrische opstand bleef het in Aleppo dan ook relatief rustig, met slechts enkele kleinschalige protesten. Er waren bovendien ook protestrally's die de regering steunden. Pas sinds oktober 2011, toen berichten over de wandaden van het regime breder bekend werden en milities loyaal aan Assad ook in Aleppo overgingen tot arrestaties van vermeende tegenstanders van het regime, nam de oppositie snel in kracht toe.

## Gevechten in de provincie Aleppo
In februari 2012 startten de gevechten in het gouvernement Aleppo. In maart 2012 werden er hevige gevechten gemeld tussen het regeringsleger en leden van het Vrije Syrische Leger rondom de noordelijke stad Azaz (zie ook: Slag om Azaz), waarbij het Vrije Syrische Leger de stad in handen kreeg. Dit was de eerste keer dat de oppositie tegen Assad in de provincie Aleppo stevig voet aan de grond kreeg. Ook aan de Turkse grens werden steeds vaker vuurgevechten gemeld tussen de twee rivaliserende groepen. Meer en meer delen van de provincie kwamen onder controle van de rebellen.
Vanaf mei 2012 nam het aantal gewapende conflicten rondom Aleppo toe. Behalve Azaz vielen ook andere steden en dorpen ten noorden van Aleppo in handen van het Vrije Syrische Leger. Bij Daret Azzah wist het Vrije Syrische Leger beslag te leggen op een legerbasis, waar ook enkele zware wapens werden buitgemaakt. Terwijl het regeringsleger de controle over meer en meer grondgebied verloor, begon het met beschietingen van steden en dorpen die door de oppositie waren bezet. Ook in Aleppo zelf werden voor het eerst zware wapens ingezet in de buitenwijken om de demonstraties op te breken die daar steeds vaker voorkomen.
Het Vrije Syrische Leger verklaarde dat het een aanval van het leger op de noordelijke stad Azaz had afgeslagen en de controle had gekregen over een grensovergang met Turkije op vijftig kilometer van Aleppo, wat bevestigd werd door Turkse journalisten ter plaatse. De stad Aleppo bleef echter stevig in de handen van de regeringstroepen, ondanks het feit dat de stad meerdere malen werd opgeschrikt door bomaanslagen tegen overheidsgebouwen.

## Gevechten in de stad Aleppo
In juli 2012 begonnen de rebellen aan het offensief tegen de stad Aleppo. In de avond van 19 juli werden er schietpartijen gemeld tussen het Syrische leger en rebellen in verscheidene buurten van Aleppo. De gevechten gingen de dagen daarna door en breidden zich uit naar meerdere buurten in Aleppo, waaronder Saif al-Dawla, al-Jameeliya and al-Meridian. Steeds meer rebellen drongen binnen in Aleppo vanuit de provincie, die zij al langer onder controle hadden. Door het geweld ontvluchtten vele bewoners de wijken waar het leger en de rebellen elkaar bestreden, onder andere Salaheddine en al-Sakhour. Op 23 juli berichtte het Vrije Syrische Leger dat het verscheidene delen in het noorden van de stad had veroverd, waaronder Salah el-Din, Shaar, Hanano City, Tareq al-Bab and Sheikh Najjar. Ook in het stadscentrum waren er confrontaties tussen de rebellen en het regeringsleger. Door de gevechten kwam het leven in bepaalde wijken tot stilstand en kwam de stad ook zonder stroom te zitten.
Op 24 juli lanceerde het Vrije Syrische Leger een aanval op het stadscentrum, wat leidde tot gevechten in de oude stad van Aleppo, die op de Werelderfgoedlijst staat. Op bepaalde punten installeerden de rebellen controleposten. Het Syrische leger zette jets en gevechtshelikopters in om plaatsen die door de rebellen bezet werden, te bombarderen en met raketten te bestoken. Hierbij vielen tientallen slachtoffers bij rebellen en burgers.
Als versterking werden meer dan duizend Syrische soldaten, waaronder ook speciale eenheden, van de Turkse grens naar Aleppo gestuurd. Deze werden op hun weg naar Aleppo door rebellen aangevallen. Uiteindelijk verzamelden zich tijdens de daaropvolgende twee dagen meer dan 10.000 Syrische soldaten met tanks, pantserwagens en artillerie rond de stad, terwijl de gevechten in het stadscentrum verdergingen. Internationaal werd gevreesd dat Assad zijn troepen klaarmaakte voor een bloedbad in de stad. Ook de rebellen leken zich klaar te maken voor een zware confrontatie en verzamelden munitie en medicijnen. Navanethem Pillay, de Hoge Commissaris voor Mensenrechten van de VN, riep het Syrische leger en de rebellen op om de burgers van de stad te sparen. Omwille van het geweld sloot Turkije de grens met Syrië, wat door Rusland een "contraproductieve blokkade" werd genoemd. Vluchtelingen mochten echter wel nog de grens oversteken.
Vanaf begin februari is het regeringsleger van Assad met behulp van Russische luchtaanvallen bezig om de stad Aleppo te omsingelen. Dit heeft tot een stroom vluchtelingen naar de Turkse grens geleid.